# Ruffigné
Ruffigné est une commune de l'Ouest de la France, située dans le département de la Loire-Atlantique, en région Pays de la Loire. Elle fait partie de la Bretagne historique.
Commune rurale, Ruffigné est traditionnellement orientée vers l'élevage. Son histoire est associée à celle de Châteaubriant. Le déclin démographique observé à partir du début du XXe siècle semble enrayé depuis le début du XXIe siècle.

## Géographie

### Situation

Situation de la commune de Ruffigné dans le département de la Loire-Atlantique.

Ruffigné est située à 5 km à l'ouest de Rougé, à 10 kilomètres au nord-ouest de Châteaubriant, à 41 km au sud de Rennes et à 60 km au nord de Nantes. Les communes limitrophes sont Rougé, Saint-Aubin-des-Châteaux et Sion-les-Mines en Loire-Atlantique, Teillay, Ercé-en-Lamée et Saint-Sulpice-des-Landes en Ille-et-Vilaine.
| Saint-Sulpice-des-Landes, Ercé-en-Lamée (Ille-et-Vilaine) | Teillay (Ille-et-Vilaine) |       |
|                                                           | Ruffigné                  | Rougé |
| Sion-les-Mines                                            | Saint-Aubin-des-Châteaux  |       |

La forêt occupe la partie nord-ouest (limitrophe de l'Ille-et-Vilaine) de la commune (chemin de randonnée des chênes et châtaigniers avec liaison sur la voie verte).

### Relief
Situé à l'extrémité est du Massif armoricain, dans la Bretagne centrale. Le territoire de la commune est légèrement vallonné, le bourg de Ruffigné est sur une colline.

### Hydrographie
Au nord, le ruisseau d'Aron, au cours accidenté, traverse la forêt de Teillay d'est en ouest avant de se jeter dans l'écran de la Pille à Saint-Sulpice-des-Landes (Ille-et-Vilaine). Ce ruisseau sert de délimitation avec le département voisin. À l'ouest c'est le ruisseau des Bouillonnais, orienté sud-est - nord-ouest qui délimite Ruffigné et Sion-les-Mines. Au sud, coulant vers le sud, le ruisseau de Néguery prend sa source à Ruffigné. Au sud-est du bourg, le ruisseau de la Pintotais, d'axe nord-ouest - sud-est, se jette dans le ruisseau de Beauchêne (nord-est - sud-ouest) qui sert de limite avec Rougé, et se jette dans la Chère.

### Climat
Ruffigné est sous un climat océanique relativement doux. Les hauteurs annuelles de précipitations sont inférieures à 700 mm. Les hivers sont humides et en moyenne doux. Les étés sont relativement secs, modérément chauds et ensoleillés.
Le tableau ci-dessous indique les températures et les précipitations pour l'année 2007  selon les données de la ville de Rennes, distante de 41 kilomètres à vol d'oiseau :
| Mois                                   | J    | F    | M    | A    | M    | J    | J    | A    | S    | O    | N    | D    |
| -------------------------------------- | ---- | ---- | ---- | ---- | ---- | ---- | ---- | ---- | ---- | ---- | ---- | ---- |
| Températures maximales (°C)            | 8,1  | 9,4  | 12,3 | 14,7 | 18,4 | 21,5 | 23,8 | 23,6 | 21,1 | 16,7 | 11,7 | 9    |
| Températures minimales (°C)            | 2,2  | 2,5  | 4    | 5,4  | 8,5  | 11,2 | 13,1 | 13,1 | 11,2 | 8,3  | 4,9  | 3,2  |
| Températures moyennes (°C)             | 5,2  | 5,9  | 8,2  | 10,1 | 13,4 | 16,4 | 18,5 | 18,3 | 16,2 | 12,5 | 8,3  | 6,1  |
| Précipitations (hauteur moyenne en mm) | 61,3 | 52,3 | 49,3 | 45,1 | 58,1 | 46,4 | 42,6 | 47,3 | 56,6 | 63,8 | 68,4 | 69,1 |
| Source: Météo France et Lameteo.org    |      |      |      |      |      |      |      |      |      |      |      |      |

Le tableau ci-dessous indique les records de températures minimales et maximales :
| Mois                                | J     | F     | M    | A    | M    | J    | J    | A    | S    | O    | N    | D     |
| ----------------------------------- | ----- | ----- | ---- | ---- | ---- | ---- | ---- | ---- | ---- | ---- | ---- | ----- |
| Températures maximales records (°C) | 16,8  | 19,8  | 23,1 | 28,7 | 30,8 | 36,3 | 38,4 | 39,5 | 34,8 | 27,8 | 20,2 | 17,6  |
| Années des températures maximales   | 2003  | 1990  | 1965 | 1945 | 1953 | 1976 | 1949 | 2003 | 1961 | 1945 | 1993 | 1953  |
| Températures minimales records (°C) | -14,7 | -11,2 | -7,3 | -3,2 | -1,2 | 2,2  | 5,5  | 4    | 1,9  | -4,6 | -7,5 | -12,6 |
| Années des températures minimales   | 1985  | 1948  | 2005 | 1984 | 1945 | 1962 | 1972 | 1956 | 1972 | 1947 | 1955 | 1964  |
| Source: Insee et Lameteo.org        |       |       |      |      |      |      |      |      |      |      |      |       |

## Urbanisme

### Typologie
Au 1er janvier 2024, Ruffigné est catégorisée commune rurale à habitat dispersé, selon la nouvelle grille communale de densité à sept niveaux définie par l'Insee en 2022.
Elle est située hors unité urbaine. Par ailleurs la commune fait partie de l'aire d'attraction de Châteaubriant, dont elle est une commune de la couronne,. Cette aire, qui regroupe 20 communes, est catégorisée dans les aires de moins de 50 000 habitants,.

### Occupation des sols
L'occupation des sols de la commune, telle qu'elle ressort de la base de données européenne d’occupation biophysique des sols Corine Land Cover (CLC), est marquée par l'importance des territoires agricoles (62,5 % en 2018), une proportion sensiblement équivalente à celle de 1990 (63,2 %). La répartition détaillée en 2018 est la suivante : 
forêts (35,9 %), zones agricoles hétérogènes (26,5 %), terres arables (23,5 %), prairies (12,5 %), zones urbanisées (0,8 %), milieux à végétation arbustive et/ou herbacée (0,8 %). L'évolution de l’occupation des sols de la commune et de ses infrastructures peut être observée sur les différentes représentations cartographiques du territoire : la carte de Cassini (XVIIIe siècle), la carte d'état-major (1820-1866) et les cartes ou photos aériennes de l'IGN pour la période actuelle (1950 à aujourd'hui).

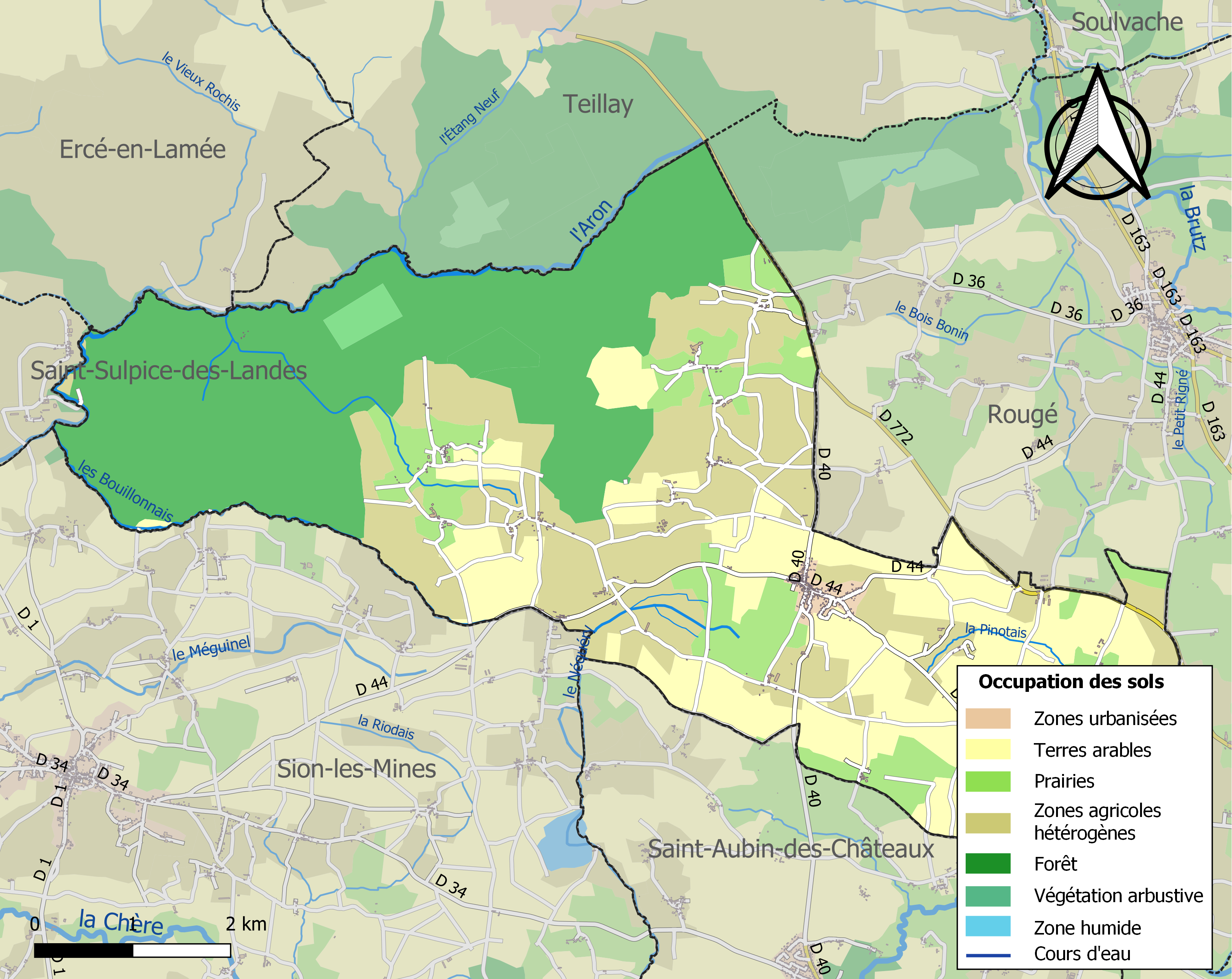
Carte des infrastructures et de l'occupation des sols de la commune en 2018 (CLC).

## Toponymie
Le nom de la localité est attesté sous les formes Rufine au XIIe siècle, Rouffigne en 1287.
Albert Dauzat rapproche Ruffigné, de Rouffignac (Dordogne, Roffinhac XVIe siècle) et Rouffigny (Manche, de Rufeneio 1159, Rofigneium 1186) qu'il considère comme des formations toponymiques gallo-romaines en -acum, suffixe de localisation et de propriété d'origine gauloise. Cependant, il donne une interprétation un peu différente du premier élément, un nom de personne latin dans tous les cas, à savoir *Ruffinius (variante non attestée de Rufinius) pour les Rouffignac / Rouffigny et Rufinus pour Ruffigné. Cette distinction n'apparaît pas nécessaire pour François de Beaurepaire qui considère que Rouffigny (Manche) remonte aussi à Rufinus « le Roux » + suffixe -(i)acum > *Rufiniacum.
La commune possède un nom en gallo, la langue d'oïl locale, écrit Rufignë et prononcé [ʁy.fi.ɲə],.
La forme bretonne proposée par l'Office public de la langue bretonne est Ruzinieg.

## Histoire

### Premières occupations humaines
Le fer a été exploité dès la préhistoire sur le territoire de la commune. Un ensemble de 950 haches pré-monétaires datant de 725 à 625 av. J.-C. ont été découvertes à la Forgerais.

### Moyen Âge
Le territoire est intégré au royaume puis au duché de Bretagne.
Lorsque les seigneurs de Châteaubriant s'installent, ils prennent leurs terres sur des possessions de l'évêché de Nantes et du comté de Rennes, comme c'est le cas pour la paroisse de Ruffigné. Au XIIe siècle, le seigneur du lieu est nommé Hervé de Ruffine. Dans la forêt de Teillay, qui occupe la partie Nord de la commune de Ruffigné, existe au XIIe siècle la chapelle Saint-Martin : un couvent y est fondé en 1428 et converti plus tard en verrerie.
Au Moyen Âge, les seigneurs de Châteaubriant perçoivent des droits notamment sur la forêt de Teillay.

### Époque moderne
L'union de la Bretagne avec la France a lieu en 1532. Le duc d'Aumale figure sur les matrices cadastrales de Ruffigné comme propriétaire de la forêt de Teillay.

### Époque contemporaine
Comme toute la France, la commune compte des hommes morts au front durant la Première Guerre mondiale. Durant la Seconde Guerre mondiale, la région est occupée par les troupes allemandes jusqu'en août 1944.
Les vingt-sept fusillés, de la carrière de la Sablière à Châteaubriant, le 22 octobre 1941
1re Sépulture : Ruffigné
- Henri Barthélémy : 58 ans, né au Longeron (Maine-et-Loire), militant communiste. Son corps a été transféré dans le cimetière de Thouars (Deux-Sèvres).
- Émile David : 19 ans, de Nantes, militant communiste. Son corps a été transféré dans le cimetière de Nantes-Doulon.
- Désiré Granet : 37 ans, né à Ivry-sur-Seine. Secrétaire général de la Fédération C. G. T. des papiers et cartons. Inhumé au carré des fusillés, cimetière d’Ivry-sur-Seine.

La principale activité de la commune reste, à la fin du XXe siècle, l'élevage.

## Politique et administration

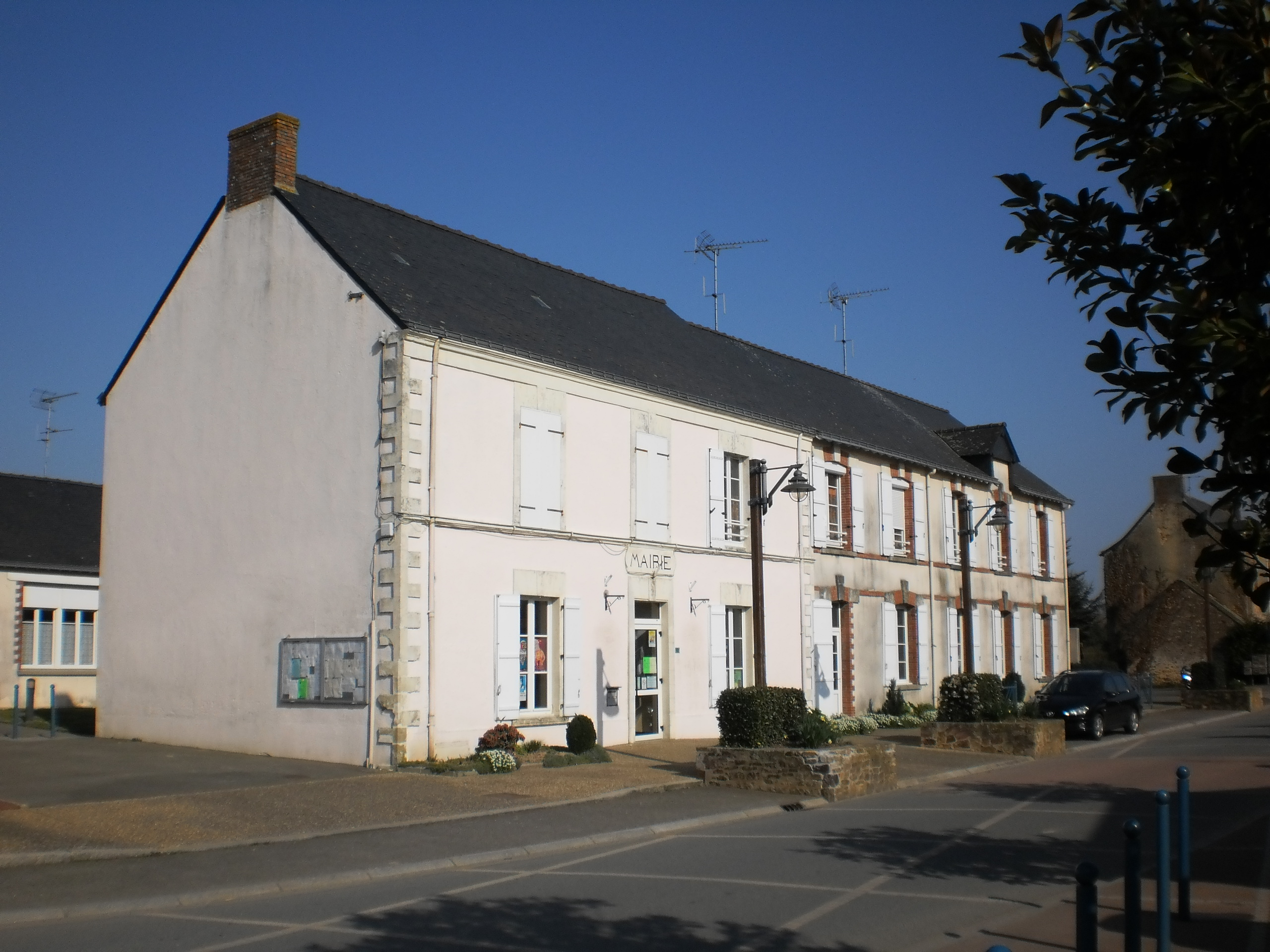
Mairie.

Ruffigné est située dans le canton de Châteaubriant, arrondissement de Châteaubriant, dans le département de la Loire-Atlantique (région Pays de la Loire). Comme pour toutes les communes françaises comptant entre 500 et 1 500 habitants, le conseil municipal est constitué de quinze membres en 2011.

### Liste des maires
| Période                                  | Période   | Identité       | Étiquette | Qualité                                                 |
| ---------------------------------------- | --------- | -------------- | --------- | ------------------------------------------------------- |
| mars 2001                                | mars 2008 | Joseph Jardin  |           |                                                         |
| mars 2008                                | août 2023 | Louis Simoneau |           | retraité Démission en août 2023                         |
| octobre 2023                             | En cours  | Anita Bonnier  |           | Maître d'oeuvre Maire par intérim d'août à octobre 2023 |
| Les données manquantes sont à compléter. |           |                |           |                                                         |

### Intercommunalité
Ruffigné est membre de la Communauté de communes du Castelbriantais, puis de la communauté de communes Châteaubriant-Derval.

## Population et société

### Démographie
Selon le classement établi par l'Insee, Ruffigné fait partie de l'aire urbaine, de la zone d'emploi et du bassin de vie de Châteaubriant. Elle n'est intégrée dans aucune unité urbaine. Toujours selon l'Insee, en 2010, la répartition de la population sur le territoire de la commune était considérée comme « très peu dense » : 47 % des habitants résidaient dans des zones « peu denses »  et 53 % dans des zones « très peu denses ».

#### Évolution démographique
L'évolution du nombre d'habitants est connue à travers les recensements de la population effectués dans la commune depuis 1793. Pour les communes de moins de 10 000 habitants, une enquête de recensement portant sur toute la population est réalisée tous les cinq ans, les populations de référence des années intermédiaires étant quant à elles estimées par interpolation ou extrapolation. Pour la commune, le premier recensement exhaustif entrant dans le cadre du nouveau dispositif a été réalisé en 2008.

En 2022, la commune comptait 705 habitants, en évolution de −0,42 % par rapport à 2016 (Loire-Atlantique : +6,68 %, France hors Mayotte : +2,11 %).
| 1793 | 1800 | 1806 | 1821 | 1831 | 1836  | 1841 | 1846 | 1851  |
| ---- | ---- | ---- | ---- | ---- | ----- | ---- | ---- | ----- |
| 883  | 829  | 764  | 928  | 975  | 1 020 | 952  | 979  | 1 085 |

| 1856  | 1861  | 1866  | 1872  | 1876  | 1881  | 1886  | 1891  | 1896  |
| ----- | ----- | ----- | ----- | ----- | ----- | ----- | ----- | ----- |
| 1 104 | 1 118 | 1 101 | 1 049 | 1 080 | 1 117 | 1 135 | 1 204 | 1 195 |

| 1901  | 1906  | 1911  | 1921  | 1926  | 1931  | 1936  | 1946  | 1954 |
| ----- | ----- | ----- | ----- | ----- | ----- | ----- | ----- | ---- |
| 1 205 | 1 203 | 1 145 | 1 055 | 1 037 | 1 006 | 1 025 | 1 037 | 902  |

| 1962 | 1968 | 1975 | 1982 | 1990 | 1999 | 2006 | 2008 | 2013 |
| ---- | ---- | ---- | ---- | ---- | ---- | ---- | ---- | ---- |
| 806  | 723  | 684  | 671  | 624  | 602  | 681  | 702  | 711  |

| 2018 | 2022 | - | - | - | - | - | - | - |
| ---- | ---- | - | - | - | - | - | - | - |
| 697  | 705  | - | - | - | - | - | - | - |

#### Pyramide des âges
La population de la commune est relativement jeune.
En 2018, le taux de personnes d'un âge inférieur à 30 ans s'élève à 37,3 %, soit au-dessus de la moyenne départementale (37,3 %). À l'inverse, le taux de personnes d'âge supérieur à 60 ans est de 24,7 % la même année, alors qu'il est de 23,8 % au niveau départemental.
En 2018, la commune comptait 369 hommes pour 328 femmes, soit un taux de 52,94 % d'hommes, largement supérieur au taux départemental (48,58 %).
Les pyramides des âges de la commune et du département s'établissent comme suit.
| Hommes | Classe d’âge | Femmes |
| ------ | ------------ | ------ |
| 0,0    | 90 ou +      | 1,5    |
| 7,0    | 75-89 ans    | 9,5    |
| 15,2   | 60-74 ans    | 16,5   |
| 19,8   | 45-59 ans    | 17,1   |
| 19,0   | 30-44 ans    | 20,1   |
| 14,6   | 15-29 ans    | 12,2   |
| 24,4   | 0-14 ans     | 23,2   |

| Hommes | Classe d’âge | Femmes |
| ------ | ------------ | ------ |
| 0,6    | 90 ou +      | 1,8    |
| 6      | 75-89 ans    | 8,6    |
| 15,1   | 60-74 ans    | 16,4   |
| 19,4   | 45-59 ans    | 18,8   |
| 20,1   | 30-44 ans    | 19,3   |
| 19,2   | 15-29 ans    | 17,4   |
| 19,5   | 0-14 ans     | 17,6   |

### Enseignement

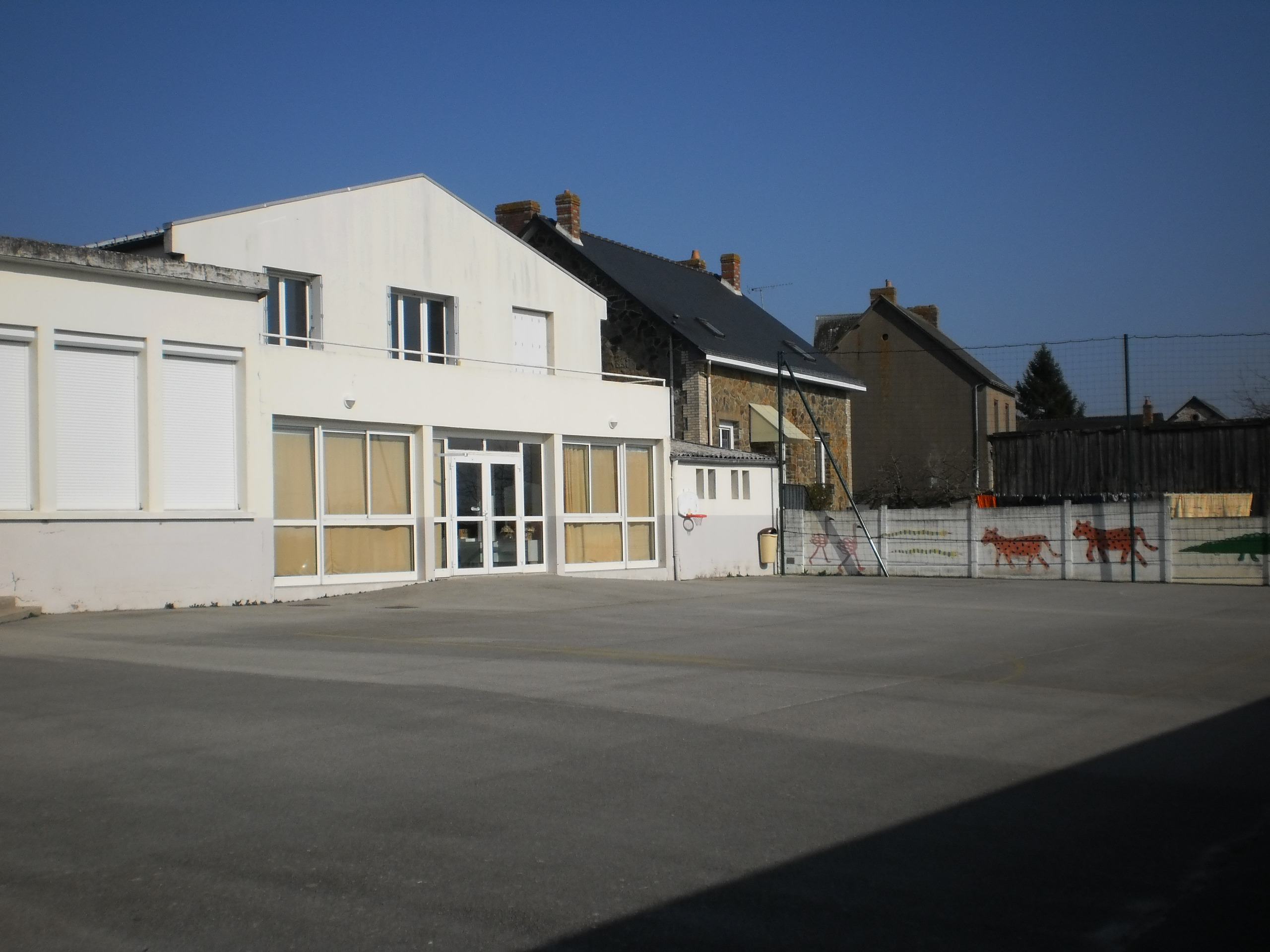
École les Magnolias.

Ruffigné dépend de l'académie de Nantes. Il a une école publique primaire dans la commune, l'école les Magnolias. Les collèges et les lycées se situent à Châteaubriant.

### Santé
Il n'y a pas de médecin ou d'infirmier à Ruffigné, les plus proches sont situés à Saint-Aubin-des-Châteaux et Rougé. Un centre hospitalier est installé à Châteaubriant.

## Économie

### Revenus de la population et fiscalité
En 2008, le revenu fiscal médian par ménage était de 13 686 €,
ce qui plaçait Ruffigné au 29 693e rang  parmi les 31 604 communes de plus de 50 ménages en métropole.

### Emploi, entreprises et commerces
L'élevage est le secteur économique principal de la commune. Selon l'Agreste, entre 1988 et 2000 le cheptel bovin est passé de 3 014 à 3 425 bêtes puis à 3 824 bêtes en 2010. Parallèlement, le nombre d'exploitations a baissé de 66 à 41 puis 28. Parallèlement, la surface agricole utilisée est passée de 1 790 à 1 960 hectares, puis à 2 136 hectares.
Au 1er janvier 2015, l'Insee recensait 60 établissements dans la commune : 25 dans l'agriculture, 3 dans l'industrie, 6 dans la construction, 21 dans le commerce, le transport, l'hébergement et la restauration, le commerce et les services, et 5 dans l'administration publique, l'enseignement, la santé, et l'action sociale.

## Culture locale et patrimoine

### Lieux et monuments

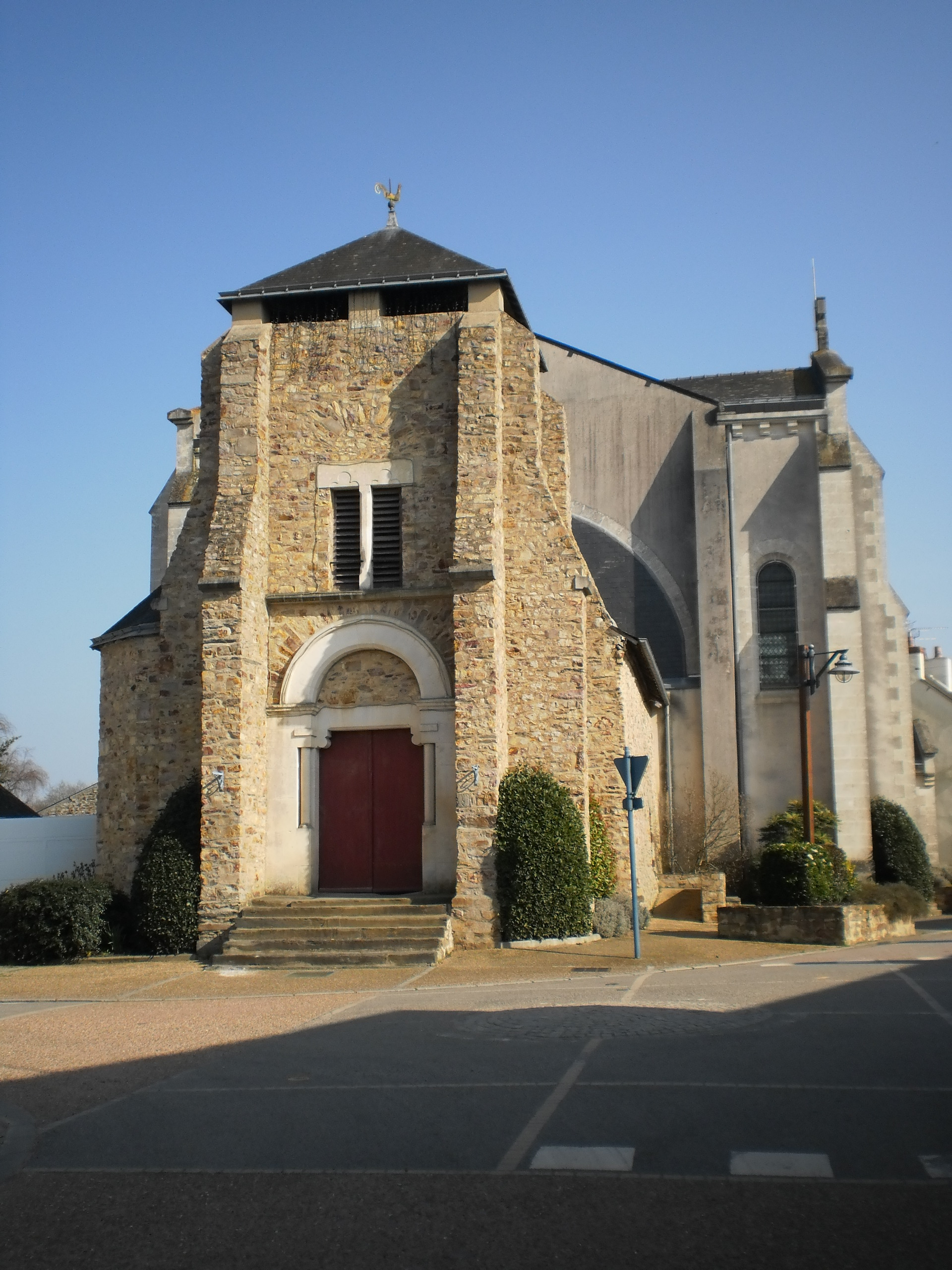
Façade ouest de l'église.

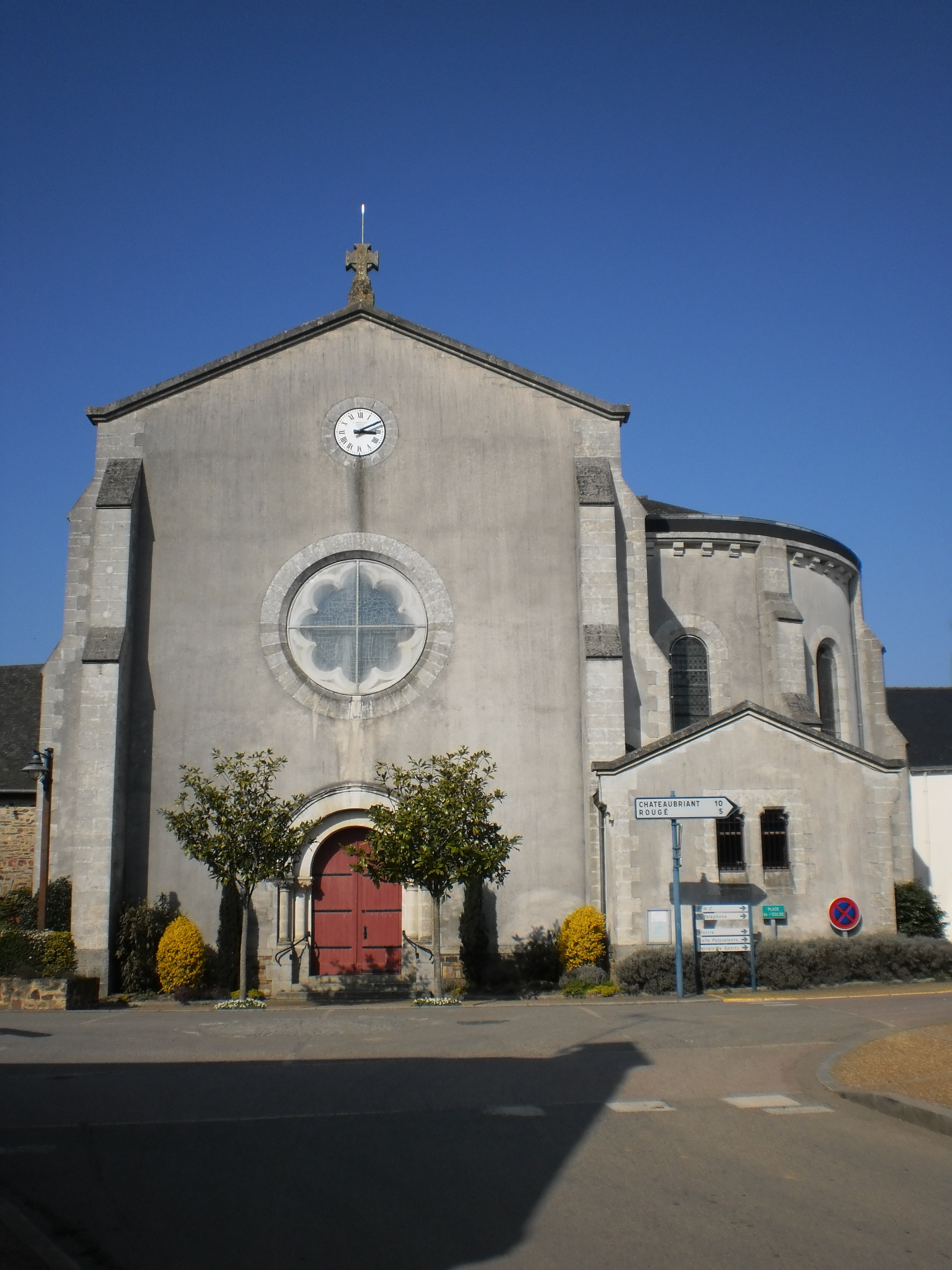
Façade sud de l'église.

L'église Saint-Pierre est bâtie au XVIIe siècle en moellons de grès et lamelles de schiste. L'appellation de l'église indique que la paroisse est une des plus anciennes du pays de Châteaubriant. En 1752 un clocher est construit. Situé au milieu de l'église, il est abattu en 1858 lors d'un agrandissement. Le nouveau clocher, construit l'année suivante, mal conçu, s'effondre en 1916. La partie de l'église construite en 1859 comporte le transept et l'abside, dont la composition donne un caractère original à l'édifice.
Dans la forêt de Teillay se trouvent deux tombes, témoignage de la période troublée de la Révolution française : la « tombe à Rabu », dernière demeure d'un officier municipal exécuté par les Chouans, et la tombe à la fille, sépulture d'une jeune républicaine torturée et pendue par les Chouans ; cette jeune fille est parfois évoquée sous le nom de sainte Pataude, pataud signifiant républicain en patois.
La vocation agricole de la commune a entraîné au fil du temps la construction de bâtiments remarquables : longères, porcherie en brique rouge, fermes en schiste.

### Héraldique
| Armes de Ruffigné | De gueules au chevron d'argent accosté de deux fleurs de lys, et d'un arbre coupé en pointe, le tout d'or ; au chef d'hermine. L'arbre évoque la forêt de Teillay ; les fleurs de lys sont empruntées aux Châteaubriant. Le champ de gueules rappelle le sous-sol riche en minerai de fer de Ruffigné. Le chef d'hermine évoque le blasonnement d'hermine plain de la Bretagne, rappelant l'appartenance passée de la ville au duché de Bretagne. Blason conçu par Eugène Charron (délibération municipale du 29 novembre 1982), enregistré le 3 mai 1989. |

## Pour approfondir